# Конькобежный спорт на зимних Олимпийских играх 1956
Соревнования по конькобежному спорту на зимних Олимпийских играх 1956 прошли с 28 по 31 января. Были разыграны 4 комплекта наград у мужчин.
В соревнованиях приняло участие 83 спортсмена из 18 стран. Забеги прошли на льду озера Мизурина на высоте 1755 м над уровнем моря.
Советские конькобежцы, впервые принимавшие участие на зимних Олимпийских играх, уверенно победили в общекомандном зачёте, выиграв 3 дистанции из 4-х, и 7-м медалей из 12-ти.
На дистанции 500 метров Евгений Гришин установил новый олимпийский и мировой рекорд, на дистанции 1500 м Гришин и Юрий Михайлов показали одинаковый результат, обновив олимпийский и мировой рекорд. На дистанциях 5000 и 10000 метров были обновлены олимпийские рекорды.

## Медалисты

### Мужчины

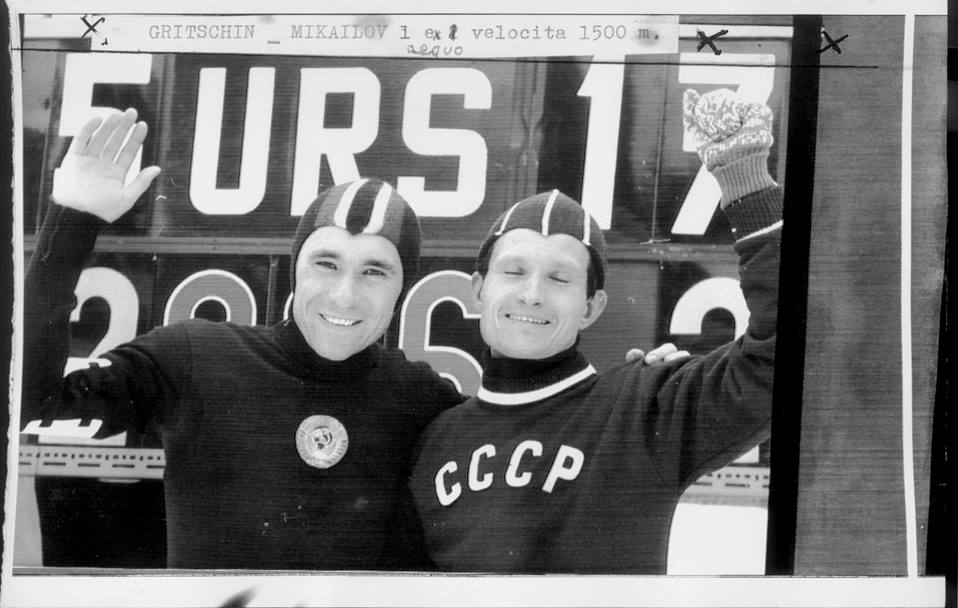
Гришин и Михайлов после победы на дистанции 1500 метров

| Дистанция | Золото                  | Серебро                  | Бронза                  |
| --------- | ----------------------- | ------------------------ | ----------------------- |
| 500 м     | Евгений Гришин СССР     | Рафаэль Грач СССР        | Альв Гьестванг Норвегия |
| 1500 м    | Евгений Гришин СССР     | —                        | Тойво Салонен Финляндия |
| 1500 м    | Юрий Михайлов СССР      | —                        | Тойво Салонен Финляндия |
| 5000 м    | Борис Шилков СССР       | Сигвард Эрикссон Швеция  | Олег Гончаренко СССР    |
| 10000 м   | Сигвард Эрикссон Швеция | Кнут Йоханнесен Норвегия | Олег Гончаренко СССР    |

## Общий медальный зачёт
| Место | Страна    | Золото | Серебро | Бронза | Всего |
| ----- | --------- | ------ | ------- | ------ | ----- |
| 1     | СССР      | 4      | 1       | 2      | 7     |
| 2     | Швеция    | 1      | 1       | 0      | 2     |
| 3     | Норвегия  | 0      | 1       | 1      | 2     |
| 4     | Финляндия | 0      | 0       | 1      | 1     |
|       |           |        |         |        |       |
| Всего | Всего     | 5      | 3       | 4      | 12    |